# 火拼時速2
《火拼時速 2》（英語：Rush Hour 2），2001年上映的武術和警察伙伴電影，由成龍及克里斯·塔克主演。這部電影是1998年上映的電影《火拼時速》的續集。這部電影的票房高達3.4億美元，成為了2001年最賣座電影的第四位。

## 劇情
在成功救出中國外交官的女兒後的幾天，作為獎勵，洛杉矶警察局的警探James Carter與他的夥伴，香港警務處的李督察一同在香港度假。然而，當美國領事館發生炸彈爆炸，導致兩名卧底的美國海關總署探員死亡時，他的假期被迫中斷。李督察被指派調查此案，並發現他已故的父親的警察夥伴，Ricky Tan，似乎與此事有關。當李督察和Carter試圖詢問現在成為三合會領袖的Ricky時，結果與他的保鏢發生衝突。
由Sterling探員領導的美國特勤局，與香港警方為此案的管轄權爭吵不休。李督察的辦公室遭到炸彈攻擊，李不知道Carter已經離開大樓，所以誤以為他已死。兩人在陳力奇的遊艇派對上再次相遇，陳力奇在那裡訓斥他的手下，胡莉。李督察和Carter對陳力奇進行質問，但陳力奇稱自己被敵人陷害，並要求保護。就在此時，胡莉返回並開槍射殺了陳力奇後逃跑，陳力奇則中彈落海下落不明。Sterling認為李督察應該為陳力奇的死負責，並命令他退出此案。Carter被命令返回洛杉磯，但他說服李督察也跟他一起回到洛杉磯。
Carter跟李督察說，每一個大型的犯罪組織背後都有個有錢的白人在操控；這次他認為那人就是Steven Reign，他在陳力奇的派對上看到這個在洛城的億萬酒店老闆有點可疑的行為。他們蹲點監視Reign的大樓時，看到Isabella Molina，Carter在陳力奇的遊艇上認識的她，從胡莉那裡接了一個包裹。李和Carter以為那包裹又是炸彈，兩人毫不猶豫地直接衝進大樓，李督察一腳踹開門，從Molina手中奪走了包裹。他們想要迅速地從樓梯撤離，但碰巧遇到了正在上樓的房務人員，於是兩人只好改道往頂樓疾跑。到了頂樓，Carter提議：“我們把它丟下去？”但李督察回應：“下面有人。”兩人於是開始爭辯不休，直到最後選擇將包裹丟向遠處，然後迅速趴下以避免爆炸。結果令人錯愕的是，完全沒事發生。
Molina拿著包裹氣得走到他們面前，叫他們起來，然後親手撕開包裹。裡面只是堆疊的美鈔。接著，她嚴肅地告訴他們，她其實是美國特勤局的臥底，並清楚知道他們的身分，她建議大家進去再談。在離開頂樓的那刻，Carter和李督察還互相指責，誰先說那是炸彈的。
Molina解釋她已在此案上工作數月，因此感到有些不耐煩。她透露三合會和Reign誤認她是貪污的海關官員。她有的並非賄賂，而是「超級鈔票」的樣本，這種偽鈔質量極高，連全球十五大銀行中的十四家都辨識不出。這些鈔票是使用一台於1959年送給伊朗國王的美國印刷機製造的。五年前，陳力奇從黑市上購得此印刷機並開始大規模製造。胡莉為了取得這些印刷模板而殺了他。Molina希望Carter和李督察能協助找出胡莉藏匿模板的地點，因為找到模板就可以終結整個偽造行動。
李督察和Carter去拜訪Kenny，一位前科犯，現在是Carter的線人，他在其中餐館後面經營一個賭窖。Kenny提到一名顧客持有大量的百元鈔票，Carter確認這些都是Reign的偽鈔。他們追踪這批錢到一家銀行，但當銀行的櫃台人員見到他們，立即拔腿奔向後台倉庫。李督察和Carter立刻追趕，試圖阻止櫃台人員逃跑並詢問。不過，在後台倉庫，他們被胡莉捉住。之後，他們被囚禁並送往拉斯維加斯的一輛三合會的卡車中。在途中，李督察嘗試脫困，並在這過程中不小心打破了一具兵馬俑，發現裡面充滿了鈔票。Carter也脫困後快速地將一些鈔票塞入自己的西裝口袋，辯稱他是在收集證據。二人成功逃脫後，並意識到Reign正在透過他新開的紅龍賭場洗錢，總額達1億美元。
在紅龍賭場，Molina向李督察指出用來印刷偽鈔的雕刻版，同時Carter製造混亂以協助李督察偷偷越過安全防線。胡莉捉到李督察，並在他嘴裡塞了一個櫻桃炸彈，然後帶他去見還活著的陳力奇。當陳力奇離開後，Molina試圖逮捕胡莉，但被射中。李督察取下嘴裡的炸彈，而在胡莉引爆炸彈前，他趕緊疏散賭場的人群。
Carter與胡莉激戰，經過一番搏鬥，胡莉試圖用刀刺向Carter的心臟。但出乎她意料的是，刀子竟然無法刺穿。胡莉用腳一踢，將Carter連同身後的兵馬俑一同踢倒。此時，一根彈起的矛意外地將胡莉打暈。當Carter慢慢爬起時，他驚訝地發現是他外套口袋裡的厚鈔救了他一命。同時李督察追趕陳力奇。在頂樓豪宅中，Reign準備帶著雕刻版逃跑，但被陳力奇刺死。李督察和Carter在頂樓豪宅裡與陳力奇對峙。陳力奇嘲諷李督察的父親，稱他曾試圖與他的父親合作，讓李督察過上更好的生活，但指出李的父親太軟弱，不願意改變。他試圖誘惑李督察加入他，提到美國各地的賭場如何能使他致富。當李督察威脅要拿起槍對付他時，陳力奇嘲笑地說他已經死了。
李督察成功地取得了槍並指向陳力奇。此時，Carter出現並試圖緩和局勢，但陳力奇繼續嘲笑，提到他如何殺害了李督察的父親。在他們爭論是否當場射殺陳力奇時，陳力奇快速動手，把李督察的槍打飛。正當他撿起槍準備射擊時，Carter疾速掀起地毯讓陳力奇失去平衡使他打偏。同時，李督察立即趁機對陳力奇發起攻擊，用力地踢向他。陳力奇被踢得飛出窗外，墜入下面的街道。儘管李督察解釋這是意外，但Carter試圖以輕鬆的語氣緩和氣氛，開玩笑地說他們只需說陳力奇是在試圖搭計程車。此時不甘心輸給Carter的胡莉帶著一枚定時炸彈進入房間想與李督察和Carter同歸於盡，迫使李督察和Carter利用自己的外套當滑索逃脫。
隔天在機場，Molina感謝李督察在此案件上的努力並吻了他。原本計劃各自走各的路，但當Carter透露他在賭場贏得的大筆金錢時，兩人改變了主意。於是，他們一起前往紐約市享受自己的時光。

## 演員表
| 演 員         | 角 色                 |
| 克里斯·塔克   | 洛杉機警探詹姆斯·卡特 |
| 成龍          | 李督察                |
| 尊龍          | 譚瑞奇                |
| 章子怡        | 胡莉                  |
| 羅塞莉·桑切斯 | 伊莎貝拉·莫莉娜       |
| 艾倫·京治     | 史提夫·榮恩           |
| 夏里斯·洛連   | 史探員                |
| 曾江          | 錢警長                |
| 唐·奇鐸       | 肯尼                  |

## 票房收入
- 預算 - $90,000,000
- 開畫票房收入 - $67,408,222
- 美國總收入 - $226,164,286
- 海外總收入 - $121,161,516
- 全球總收入 - $347,325,802

## 拍攝場地
香港: 維多利亞港、油街前物料供應處、油麻地警署、前銅鑼灣政府碼頭、灣仔大樓天台, 及香港國際機場  （页面存档备份，存于）

## 评价
爛番茄根據128篇評論，本片獲得51%的新鮮度，平均評分5.4 10，觀眾投票給出74%的分數，平均得分為3.8／5。。在Metacritic上根據28條評論，本片獲得48分。

## 外部連結
- 開眼電影網上《火拼時速2》的資料（繁體中文）
- 豆瓣电影上《火拼時速2》的資料 （简体中文）
- 互联网电影数据库（IMDb）上《火拼時速2》的资料（英文）
- 爛番茄上《火拼時速2》的資料（英文）
- Metacritic上《火拼時速2》的資料（英文）
- Box Office Mojo上《火拼時速2》的資料（英文）
- AllMovie上《火拼時速2》的资料（英文）